# Flers-sur-Noye
Flers-sur-Noye település Franciaországban, Somme megyében. Lakosainak száma 522 fő (2022. január 1.). Flers-sur-Noye Ailly-sur-Noye, Bosquel, Essertaux, Fransures és Lawarde-Mauger-l’Hortoy községekkel határos.

## Népesség
A település népességének változása:
| Lakosok száma | 494  | 517  | 522  | 506  | 507  | 508  | 507  | 512  | 522  |
|               | 2013 | 2015 | 2016 | 2017 | 2018 | 2019 | 2020 | 2021 | 2022 |